# Гарадаглы (Гарадаглинский округ, Агдамский район)
Гарадаглы́ или Карадаглы́ (азерб. Qaradağlı) — село в Агдамском районе Азербайджана.

## Этимология
Название происходит от рода Карадаглылар.

## История
Первые упоминания села датированы концом XIX века.
Село Карадаглы в 1913 году согласно административно-территориальному делению Елизаветпольской губернии относилось к Зангишалинскому сельскому обществу Шушинского уезда.
В 1926 году согласно административно-территориальному делению Азербайджанской ССР село относилось к дайре Хиндристан Агдамского уезда.
После реформы административного деления и упразднения уездов в 1929 году был образован Карадаглинский сельсовет в Агдамском районе Азербайджанской ССР.
Согласно административному делению 1961 и 1977 года село Карадаглы входило в Карадаглинский сельсовет Агдамского района Азербайджанской ССР.
В 1999 году в Азербайджане была проведена административная реформа и был учрежден Гарадаглинский муниципалитет Агдамского района.

## География
Неподалёку от села протекает река Каркарчай.
Село находится в 14 км от райцентра Агдам, в 24 км от временного райцентра Кузанлы и в 340 км от Баку. Ближайшая ж/д станция — Агдам.
Высота села над уровнем моря — 252 м.

## Население
| Численность населения | Численность населения | Численность населения | Численность населения |
| 1886                  | 1977                  | 1979                  | 1999                  |
| --------------------- | --------------------- | --------------------- | --------------------- |
| 198                   | ↗1600                 | →1600                 | ↗4832                 |

Население было занято хлопководством, зерноводством, шелководством, животноводством, птицеводством и виноградарством.

### Известные уроженцы
- Сурая Керимова — Герой Социалистического Труда.
- Мамед Мамедов — Герой Социалистического Труда.
- Мухтар Мамедов — Герой Социалистического Труда.
- Тураб Мамедов — Герой Социалистического Труда.

## Климат
В селе холодный семиаридный климат.

## Инфраструктура
В селе расположены почтовое отделение и школа имени А. Аббасова.
В советское время в селе были расположены электрическая мельница, СТО, средняя школа, музыкальная школа, библиотека, музей, дом культуры, медицинский пункт, почтовое отделение связи, АТС и малый кинотеатр.